# Oberhofer Bauernmarkt
Der Oberhofer Bauernmarkt war eine Unterhaltungssendung des DDR-Fernsehens mit volkstümlicher Musik, Blasmusik und gelegentlich Schlager und populärer Klassik. Sie  wurde von 1974 bis 1990 kurz nach der Wende produziert. Für Künstler wie Stefanie Hertel und Gaby Albrecht war sie das Sprungbrett zur Karriere.

## Konzeption
Der Name leitet sich von einer rustikalen kulinarisch-musikalischen Veranstaltungsreihe her, die das Interhotel Panorama (heute Treff Hotel Panorama Oberhof) in seiner Kaminhalle seit ca. 1972 organisierte. Gerhard Honig und Ursula Upmeier konzipierten daraus die 60-minütige Unterhaltungssendung mit zwei Komponenten: eingängige Musik und Smalltalk.
Bei ihrem Start war eine Besonderheit der Sendung, dass die Produktion auf den festen Standort Oberhof beschränkt wurde. Bis 1977 war der Oberhofer Bauernmarkt im damaligen Interhotel „Panorama“ Oberhof in der Kaminhalle beheimatet. Ab 1978 zog der Bauernmarkt mehrfach um: u. a. in die Halle der Freundschaft (Wandelhalle) in Oberhof oder in den Simson-Saal in Suhl-Heinrichs. Von Anfang bis Mitte der 1980er Jahre wurde die Sendung ins nahe gelegene Volkshaus Zella-Mehlis verlegt. Mitte der 80er Jahre wurde der Oberhofer Bauernmarkt auch in Cottbus und Karl-Marx-Stadt aufgezeichnet. Bis 1990 wurde dann im Haus der Kultur in Gera produziert. Da zu diesem Zeitpunkt die Sendereihe schon länger nichts mehr mit Oberhof zu tun hatte, entschied man sich im Jahre 1990, den Titel der Sendung auf Thüringer Bauernmarkt umzubenennen.
Gerhard Honig, der Hauskomponist des Bauernmarktes,  komponierte einen Vorspann zur Fernsehsendung (1:24 min), seine Frau Ursula Upmeier schrieb einen Liedtext dazu. Redakteure der TV-Sendung waren Käthe Muskewitz, Hansjoachim Seiferth (ab 1975). Regie führten Volker Büttner, Karl-Heinz Boxberger und Joachim Jäckel.
Den Eindruck eines Bauernmarktes erzeugten Tische mit Sitzbänken, auf denen die Gäste saßen, und etwa zwei Meter hohe Kulissen, welche thüringische Fachwerkhäuser darstellten. Neben der Musik nahmen Wortbeiträge einen nahezu ebenso großen Raum ein. Dabei wurden Bräuche und traditionelle Handwerksberufe vorgestellt und mit passenden Musiktiteln umrahmt. Stammgäste waren Fred Schmidt, Rosemarie Ambé, der Alleinunterhalter Hans Schrumpf (Akkordeon, Orgel), Ingrid Raack, Eberhard Hertel, Gitte & Klaus, Ellen Sander und die Pößnecker Musikanten sowie Waltraut Schulz und Herbert Roth mit seinem Ensemble.
Mitunter wurde der Oberhofer Bauernmarkt auch mit dem ähnlich konzipierten Musikantenstadl verglichen, der jedoch vom ORF erst ab 1981 produziert wurde.

## Sendetermin
Die erste Sendung wurde am Sonnabend, 9. März 1974 um 14.20 Uhr ausgestrahlt. Von 1974 bis 1977 wurde in Schwarz-Weiß gesendet. Ursprünglich wurde die Sendung sonnabends, später sonntags zwischen 16 und 17 Uhr ausgestrahlt.
Die erste Farbsendung der Reihe war die Großveranstaltung mit dem Titel Thüringer Bauernmarkt aus der Stadthalle der Freundschaft in Suhl am 24. September 1977. Es folgten dann noch weitere Thüringer Bauernmärkte in den Jahren 1978 (Thüringer Bauernhochzeit) und 1980 (Salzkirmes) aus der Stadthalle Bad Salzungen, die dann sonnabends im Hauptprogramm um 20.00 Uhr ausgestrahlt wurden.
Nach 99 Folgen wurde der Oberhofer Bauernmarkt im September 1990 vom Sendeplan gestrichen und auch nach Auflösung des Deutschen Fernsehfunks nicht vom MDR weitergeführt. Stattdessen wurden die Sendungen Achims Hitparade und Wernesgrüner Musikantenschenke ins Programm aufgenommen, deren Redakteur ebenfalls Hansjoachim Seiferth war.
Am Dienstag, 25. September 1990 wurde um 20.00 Uhr als Verabschiedung von der Sendereihe eine Sondersendung mit dem Titel Auf Wiedersehen in grünen Bergen mit einem Rückblick auf 16 Jahre Oberhofer Bauernmarkt und Thüringer Bauernmarkt im 2. Programm des DFF gezeigt.

## Präsentation
Moderatorin der Sendung war zunächst Heike Lebe, dann moderierten Gisela und Manfred Matzke gemeinsam bis 1983. Ab 1984 moderierte Manfred Matzke († 2012) allein.
In der Sendung spielte regelmäßig bis 1982 die Oberhofer Bauernkapelle Livemusik unter Leitung des Soloklarinettisten Rolf Schirmer. Die Musiker gehörten überwiegend zum Rundfunkblasorchester Leipzig. Während der Wortbeiträge wurde das Publikum von Hans Schrumpf am Akkordeon unterhalten.
Das Ehepaar Honig / Upmeier komponierte bzw. textete eine Vielzahl von Musiktiteln speziell für diese Sendereihe, die von den Solisten zusammen mit dem Orchester Gerhard Honig aufgenommen wurden.